# Bohnenkamp SE
Bohnenkamp SE è un'azienda di vendita all'ingrosso di pneumatici, ruote, cerchioni e componenti per sottocarri di veicoli. Fondata nel 1950, l'azienda ha la sua sede centrale a Osnabrück, in Bassa Sassonia, e altre 22 sedi in Europa centrale e orientale e in Asia.
La gamma di prodotti Bohnenkamp si rivolge a rivenditori, officine e produttori dei settori agricolo, dei trasporti e del movimento terra. Inoltre, l'azienda ha una piccola divisione pneumatici. I settori di clientela più importanti sono l'agricoltura, la logistica, il movimento terra e l'industria, nonché la manutenzione del paesaggio e il tempo libero.
Con un fatturato annuo del gruppo di 494 milioni di euro (al 2021) e una superficie di magazzino di oltre 150.000 m2, Bohnenkamp è uno dei maggiori grossisti di pneumatici per veicoli commerciali in Europa.

## Storia
Nel 1950, l'imprenditore Friedel Bohnenkamp fondò inizialmente l'azienda come società commerciale di componenti per autoveicoli. Nel 1959, Bohnenkamp aveva già realizzato il primo milione di vendite. Nel 1974, quando il fatturato superò per la prima volta i dieci milioni di marchi, l'azienda si trasferì nell'attuale sede di Osnabrück, in Dieselstraße.
Nel 1992 Bohnenkamp inaugurò la sua prima filiale a Kletzin, seguita otto anni dopo da quella di Landshut. La prima filiale estera dell'azienda fu fondata nel 2005 come Bohnenkamp s.r.o. in Slovacchia. Il fatturato del gruppo crebbe fortemente per linee esterne, grazie ad altre acquisizioni societarie, come quella di Agriband a Veenendaal, nei Paesi Bassi, nel 2010 e superò i 200 milioni di euro nel 2011.
Con ulteriori sedi commerciali e logistiche in Austria (nel 2013) e Svizzera (nel 2014), Bohnenkamp estese la sua presenza all'intera regione DACH. Nel 2016, Bohnenkamp rilevò anche l'attività commerciale di Starco AG, che operava nel settore dei piccoli pneumatici in Scandinavia e nell'Europa dell'Est.
Parallelamente all'espansione, tra il 2012 e il 2018 fu costruito presso la sede di Osnabrück il più grande capannone logistico per pneumatici d'Europa, con una superficie di stoccaggio totale di 130.000 m2. Nel 2018 fu fondata la società Bohnenkamp SP. Z.o.o. in Polonia.
Nel 2024, Bohnenkamp ha cambiato la sua forma giuridica da AG alla forma di società europea SE.

## Struttura aziendale

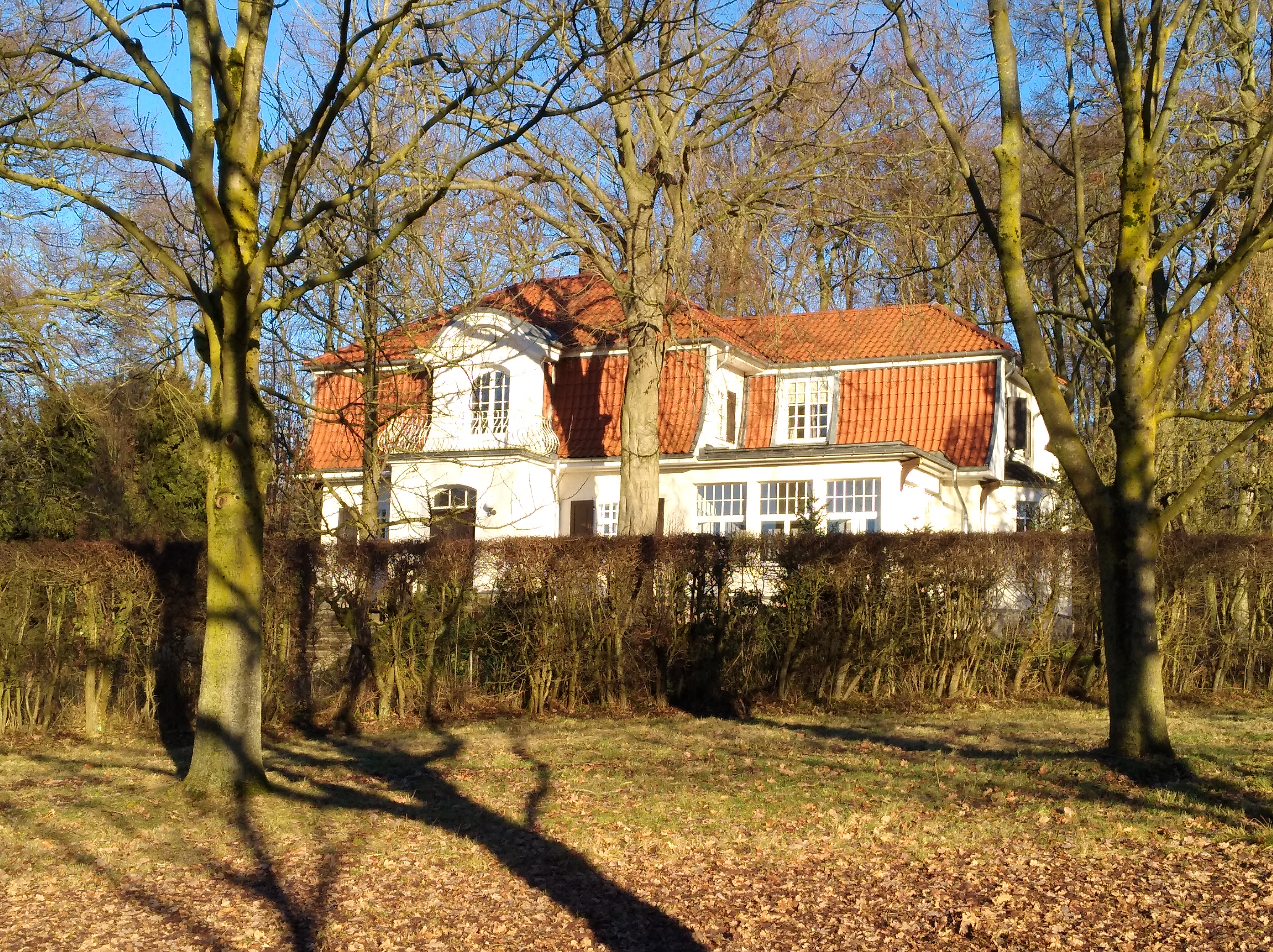
Villa Hecker a Osnabrück-Schölerberg: Sede della Fondazione Bohnenkamp

Bohnenkamp è una società per azioni dal 2001. La vedova del fondatore dell'azienda, Gisela Bohnenkamp, scomparsa nel 2019, istituì nel 2008 la Fondazione Friedel e Gisela Bohnenkamp. Da allora, la fondazione e la famiglia Bohnenkamp detengono ciascuna il 49,5% delle azioni senza diritto di voto. Il restante 1% delle azioni è detenuto da una fondazione di gestione senza scopo di lucro, che detiene tutti i diritti di voto. Il gruppo è organizzato in quattro unità regionali. Al 2018, esse gestiscono le attività dell'azienda in 28 Paesi.
Il Gruppo Bohnenkamp occidentale comprende la sede centrale di Bohnenkamp SE a Osnabrück, oltre alle filiali tedesche di Kletzin, Lipsia, Landshut, Lüneburg e Grothaus GmbH a Bissendorf. Comprende anche le società nazionali Bohnenkamp Suisse AG (Ormalingen, in Svizzera), Bohnenkamp Austria GesmbH di Hörsching (in Austria)  e Bohnenkamp Benelux B.V. con filiali a Veenendaal (nei Paesi Bassi) e Mechelen  (in Belgio).
La danese Bohnenkamp A/S di Aarhus  e Bohnenkamp AB di Värnamo (in Svezia), operano come Bohnenkamp Northern Group.
Il Gruppo Bohnenkamp South Eastern serve altri Paesi con Bohnenkamp s.r.o. a Modra (in Slovacchia), Bohnenkamp SP. z.o.o. a Łódź (in Polonia), Bohnenkamp Kft. a Kecskemét in Ungheria, e Bohnenkamp S.R.L. a Bucarest in Romania, fondata nel 2021.
Con il nome di Bohnenkamp Eastern Group, l'azienda apre il mercato dei pneumatici fino all'Asia con le sue filiali baltiche Bohnenkamp SIA (Lettonia), Bohnenkamp UAB (Lituania) e Bohnenkamp OÜ (Estonia) , oltre a società in Russia, Bielorussia, Ucraina e Kazakistan.

## Clienti
Oltre ai rivenditori di pneumatici e di macchine agricole e alle officine, i clienti di Bohnenkamp includono numerosi produttori di macchine del settore agricolo[19], tra cui Krone, Grimme e Claas.

## Marchi e prodotti dell'assortimento
Le principali vendite dell'azienda per categoria di prodotto (al 2016) sono pneumatici e ruote, seguiti da componenti per sottoscocca di veicoli, cerchi e tubi. Secondo Bohnenkamp, la sua gamma comprende circa 10.000 prodotti diversi. Bohnenkamp distribuisce numerosi marchi come partner primario e importatore unico in Germania, tra cui BKT, Carlstar, Kenda e Windpower. Altri marchi di pneumatici presenti nella gamma includono Bridgestone, Continental AG, Michelin e Nokian. Per quanto riguarda i pneumatici, l'offerta di mercato comprende marchi di Accuride, Boka Wheel e LP-Felgen.
Bohnenkamp sviluppa anche pneumatici personalizzati con i produttori e configura ruote complete nella propria linea di produzione secondo le specifiche individuali. Secondo l'azienda, la capacità produttiva era di 350.000 ruote all'anno (al 2014).